# Сідней (аеропорт)
33°56′46″ пд. ш. 151°10′38″ сх. д. / 33.94611° пд. ш. 151.17722° сх. д.
Аеропорт Сідней (Міжнародний аеропорт імені Кінгсфорд Сміта) (IATA: SYD, ICAO: YSSY) — найбільший комерційний аеропорт Австралії, розташований в сіднейському районі Мескот (Mascot) приблизно за десять кілометрів від центра міста (Sydney CBD).
Сіднейський аеропорт є одним з найстаріших безперервно функціонуючих аеропортів у світі і найбільш завантаженим в Австралії, обслугував в 2007 році майже 32 млн пасажирів забезпечивши 290.346 злетів / посадок повітряних суден. Аеропорт знаходиться у веденні холдингу Sydney Airport Corporation Limited (SACL), генеральним директором є Расселл Болдінг (Rassell Balding).
Розташований поруч з Ботанічною затокою аеропорт має три злітно-посадочні смуги, в просторіччі відомі як «Схід-Захід» і дві «Північ-Південь», а також найменшу площу території в порівнянні з іншими аеропортами великих міст континенту.

## Термінали

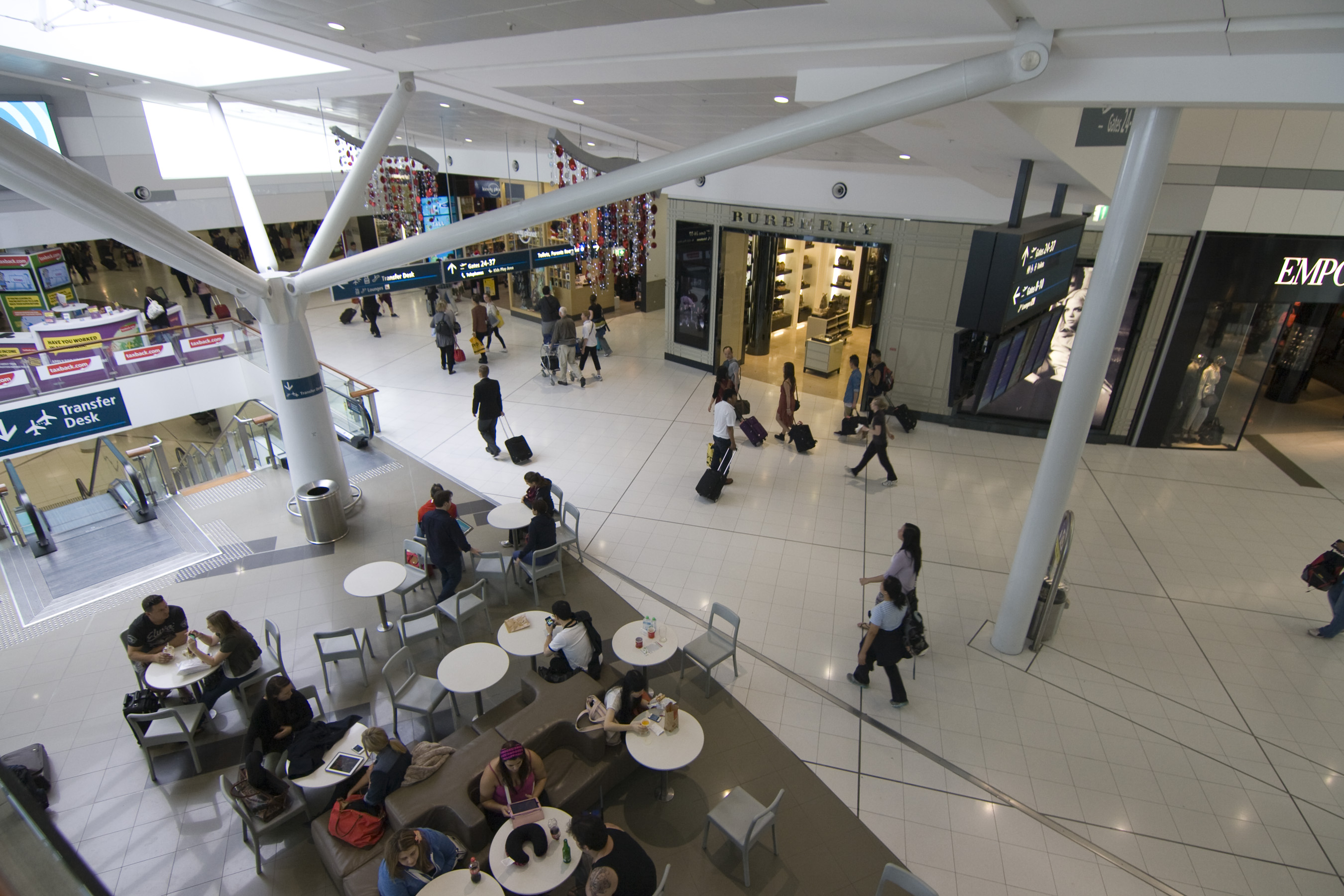
Міжнародний термінал аеропорту

Аеропорт Сіднея має три пасажирські термінали. Міжнародний термінал відділений від двох інших по злітно-посадкові смузі, отже, для перерїзду пасажирів із міжнародного терміналу потрібно більше часу. Аеропорт забезпечує трансфер між терміналами автобусом ціною $5,50.